# Dendrogaster arctica
Dendrogaster arctica is een kreeftachtigensoort uit de familie van de Dendrogastridae. De wetenschappelijke naam van de soort is voor het eerst geldig gepubliceerd in 1933 door Korschelt.